# بدن، استراحت و حرکت
بدن، استراحت و حرکت (به انگلیسی: Bodies, Rest & Motion) فیلمی محصول سال ۱۹۹۳ و به کارگردانی مایکل استینبرگ است. در این فیلم بازیگرانی همچون فوبه کیتس، بریجیت فوندا، تیم راث، اریک استولتس، آلیشیا ویت و پیتر فوندا ایفای نقش کرده‌اند.